# Félix de Athayde
Félix Augusto de Athayde (Olinda, 25 de maio de 1932 — Rio de Janeiro, 23 de julho de 1995) foi um jornalista, ensaísta e poeta brasileiro.
Trabalhou como jornalista e articulista em diversos jornais, como Jornal do Commercio (Recife), Última Hora, Tribuna da Imprensa, Correio da Manhã, O País, O Estado de S. Paulo, O Pasquim, O Globo e Jornal do Brasil. 
Participou do Centro Popular de Cultura (CPC) da União Nacional de Estudantes (UNE). Colaborou nas publicações Revista Civilização Brasileira e Tempo Brasileiro, entre outras.

## O início e a obra sobre João Cabral de Melo Neto
Na década de 1950 saiu do Recife para estudar literatura e linguística na Espanha, onde residiu por seis anos e tornou-se amigo do também pernambucano poeta João Cabral de Melo Neto (1920-1999), que trabalhava então em Madri como diplomata. Essa amizade, que se estendeu até o fim de sua vida, assim como a admiração e o estudo da poética de João Cabral, foi a base para a obra que Félix escreveu sobre Cabral. Publicada postumamente, no momento da edição foi dividida em duas partes: Idéias Fixas de João Cabral de Melo Neto (1998) , e A Viagem ou Itinerário Intelectual que Fez João Cabral de Melo Neto do Racionalismo ao Materialismo Dialético(2000).

## A obra poética
Publicou poemas em diversos jornais, revistas e antologias, e dois livros de poesia em vida: O Bicho Amoroso, de 1980, com poemas eróticos, e Aloísio Magalhães Interlocução Félix de Athayde, de 1984, diálogo poético com o amigo — designer e diretor do Instituto do Patrimônio Histórico e Artístico Nacional (IPHAN) — que acabara de falecer. Estes livros e parte de seus outros poemas foram editados postumamente no livro Poemas Reunidos (2002).
O membro da Academia Brasileira de Letras (ABL) e ex-ministro da Educação Eduardo Portella escreveu : “Félix de Athayde soube ser, a vida toda, poeta e jornalista. A poesia nunca se deixou dobrar pela voracidade da grande imprensa por onde passou (...) O poeta, sobretudo social, que estreou no Violão de rua, e publicou também na Revista Tempo Brasileiro, deixou sem jamais recorrer a qualquer expediente publicitário, talvez até silenciosamente, a sua marca inconfundível.” 
Segundo as palavras do poeta e professor Cairo Trindade: “(...) Félix de Athayde é o irmão espiritual de João Cabral de Melo Neto. (...) mais jovem, porém, que João Cabral, Félix de Athayde diversifica seu estilo, adicionando elementos como o cordel, com uma linguagem elaborada e enxuta. Muitas vezes experimenta o poema concreto, não raro produz o poema práxis, assume dicção cabralina, mas não deixa de ser sobretudo, félixniano. (...) engajado, seus poemas políticos são contundentes e em sua poesia de crítica à realidade o poeta lança mão de um humor cáustico e corrosivo, e penetra pela poesia sensual. (....) evoca as mulheres, os amigos e Olinda, sua terra natal e tema recorrente.” 

## Volta ao Brasil
De volta ao Brasil, após seis anos de estudos literários na Espanha, entre Madri e Sevilha, e um ano em Marselha, na França, Félix de Athayde se estabeleceu no Rio de Janeiro, no início da tumultuada década de 1960. Devido à sua ligação política com o então governador de Pernambuco Miguel Arraes, com quem Félix colaborava, foi perseguido pela ditadura militar instaurada pelo golpe de abril 1964. Partiu para o exílio no México. Meses depois, seguiu para Havana. Passou temporadas na Alemanha (então R.D.A) e na Argélia. Após novo período em Cuba, voltou clandestino ao Brasil, morando inicialmente em São Paulo. Progressivamente, voltou à legalidade já no Rio de Janeiro, retomando sua função de jornalista. Sofreu a Inquérito Policial Militar (IPM) e fichamento no temível Departamento de Ordem Política e Social (DOPS) da ditadura militar, onde chegou a passar uma noite detido.
Seu artigos políticos, caracterizados quase sempre por uma comunicação direta com o leitor, reuniam questionamento político e social, rigor literário e uma ironia crítica voltada contra a ditadura militar e a elite dirigente brasileira. Além disso, foi um dos responsáveis, durante anos da prestigiosa coluna Informe JB, no Jornal do Brasil.  Entre as décadas de 1970 e 90, paralelamente a seu trabalho nos jornais O Globo e Jornal do Brasil, colaborava regularmente com o irreverente semanário O Pasquim.